# Louis Oscar Griffith
Louis Oscar Griffith, né le 18 octobre 1875 à Greencastle et mort le 13 novembre 1956, est un peintre américain, notamment connu pour ses paysages. Il fut l'ami de l'artiste Frank Reaugh, avec qui il fit ses études, qui était natif de l'Illinois et a déménagé au Texas en 1876.
Griffith, quant à lui, partit à l'âge de cinq ans de l'Indiana natal pour migrer au Texas. En 1893, il commença ses études d'art à Saint-Louis. En 1895, il s'inscrit à l'Art Institute of Chicago. Il gagna le premier prix dans la Davis competition.